# Uji
Pour les articles homonymes, voir Uji (homonymie).
Uji (宇治市, Uji-shi) est une ville située dans la préfecture de Kyoto, sur l'île de Honshū, au Japon.

## Toponymie
Le toponyme « Uji » (宇治) dérive de Uji no Wakiiratsuko (菟道稚郎子), le nom d'un prince impérial de la cour d'Ōjin, quinzième empereur du Japon. Le prince Uji vivait dans un palais situé sur un site historique nommé d'après son nom « Uji » (« 菟道 » ou « 宇遅 ») et dont l'emplacement, dans la ville moderne d'Uji, est l'enceinte du sanctuaire Ujigami,. La graphie « 宇治 » est signalée dans le Wamyō ruijushō, un dictionnaire de sinogrammes publié vers 934, à propos d'un hameau, lieu de jonction de routes reliant Kyoto, capitale impériale du Japon à partir de 794, à Nara, capitale impériale au VIIIe siècle, sous le nom de Heijō-kyō.

## Géographie

### Situation
La ville d'Uji est située dans le sud-est du bassin de Kyoto, capitale de la préfecture de Kyoto, sur l'île de Honshū, au Japon. Elle s'étend sur 10,7 km, du nord au sud, et 10 km d'est en ouest.

### Démographie
En mars 2024, la population de la ville d'Uji était de 174 989 habitants, répartis sur une superficie de 67,54 km2. Lors du recensement national de 2015, Uji rassemblait 184 678 habitants. C'est la seconde ville la plus peuplée de la préfecture, derrière Kyoto.

### Topographie
L'est de la ville d'Uji est constitué d'une zone montagneuse tandis que l'ouest est formé d'une plaine alluviale, dans le bassin versant du fleuve Uji. Le centre est une étendue vallonnée. Plus de la moitié du territoire d'Uji est recouverte de forêt. Sur l'étendue du territoire d'Uji, l'altitude varie entre 10 et 590 m.

### Hydrographie
Uji est traversée d'est en ouest par le fleuve Uji qui prend sa source dans le lac Biwa, situé au nord-est de la ville, dans la préfecture de Shiga,. Le bassin du cours supérieur du fleuve est compris dans les 976 km2 du parc quasi national de Biwako. Celui-ci comprend 11,95 km2 du territoire d'Uji.

## Histoire
Au IVe siècle, Uji no Wakiiratsuko, un des fils de l'empereur Ōjin, fait construire un palais au sud-ouest du lac Biwa,. La construction d'un pont au dessus du fleuve Uji, le pont Uji (ja), au milieu du VIIe siècle, fait de la cité d'Uji un passage obligé, aussi bien fluvial que terrestre, entre l'est du Japon et Kyoto, capitale impériale du Japon à partir de 794,. À l'époque de Heian (794-1185), le site de la demeure impériale devient, sous le nom de « Uji », le domaine et la résidence secondaire des Fujiwara, puissante famille de la cour impériale.
Uji est le lieu de plusieurs batailles à la fin du XIIe siècle et au début du XIIIe siècle : la première en 1180, la seconde en 1184 et la troisième en 1221.
À l'époque de Kamakura (1185-1333), le moine bouddhiste Myōe, fondateur du temple Kōzan, transmet la culture du thé à Uji. La production de la cité médiévale établit sa réputation sous la protection d'Oda Nobunaga et Toyotomi Hideyoshi, deux chefs militaires du XVIe siècle,.
La ville moderne d'Uji est officiellement fondée le 1er mars 1951, par la fusion de deux bourgs, dont celui d'Uji, et trois villages. Elle rassemble alors 38 000 habitants,.

## Économie
L'introduction de la culture du thé à l'époque de Kamakura fait émerger une tradition qui se perpétue jusqu'au XXIe siècle. En 2006, la ville d'Uji produisait 55,7 tonnes de thé. Elle développe aussi une production de divers légumes. L'implantation en 1926 de l'entreprise Unitika (en), acteur de l'industrie textile, fabricant notamment de viscose, lance le développement industriel de la ville. Celui-ci s'amplifie avec l'installation de Matsushita electric et la construction en 1964 du barrage d'Amagase,.

## Culture locale et patrimoine

### Patrimoine architectural
Uji possède deux édifices inscrits au patrimoine mondial comme monuments historiques de l'ancienne Kyoto :
- le Byōdō-in, un temple bouddhiste ;
- le Ujigami-jinja, un sanctuaire shinto.

Quelques autres constructions d'intérêt historique sont présentes dans la ville, telles que :
- le Manpuku-ji, temple principal de l'école du bouddhisme zen japonaise ;
- l'Uji-jinja, sanctuaire shinto ;
- le Kōshō-ji, premier temple historique de la branche Sōtō du bouddhisme zen ;
- le pont Uji (ja), qui enjambe le fleuve du même nom, construit en 647 par le moine bouddhiste Dōshō, selon le Shoku Nihongi, puis reconstruit au IXe siècle[8],[14] ;
- le barrage d'Amagase (en), construit, en 1964, sur le fleuve Uji[4].

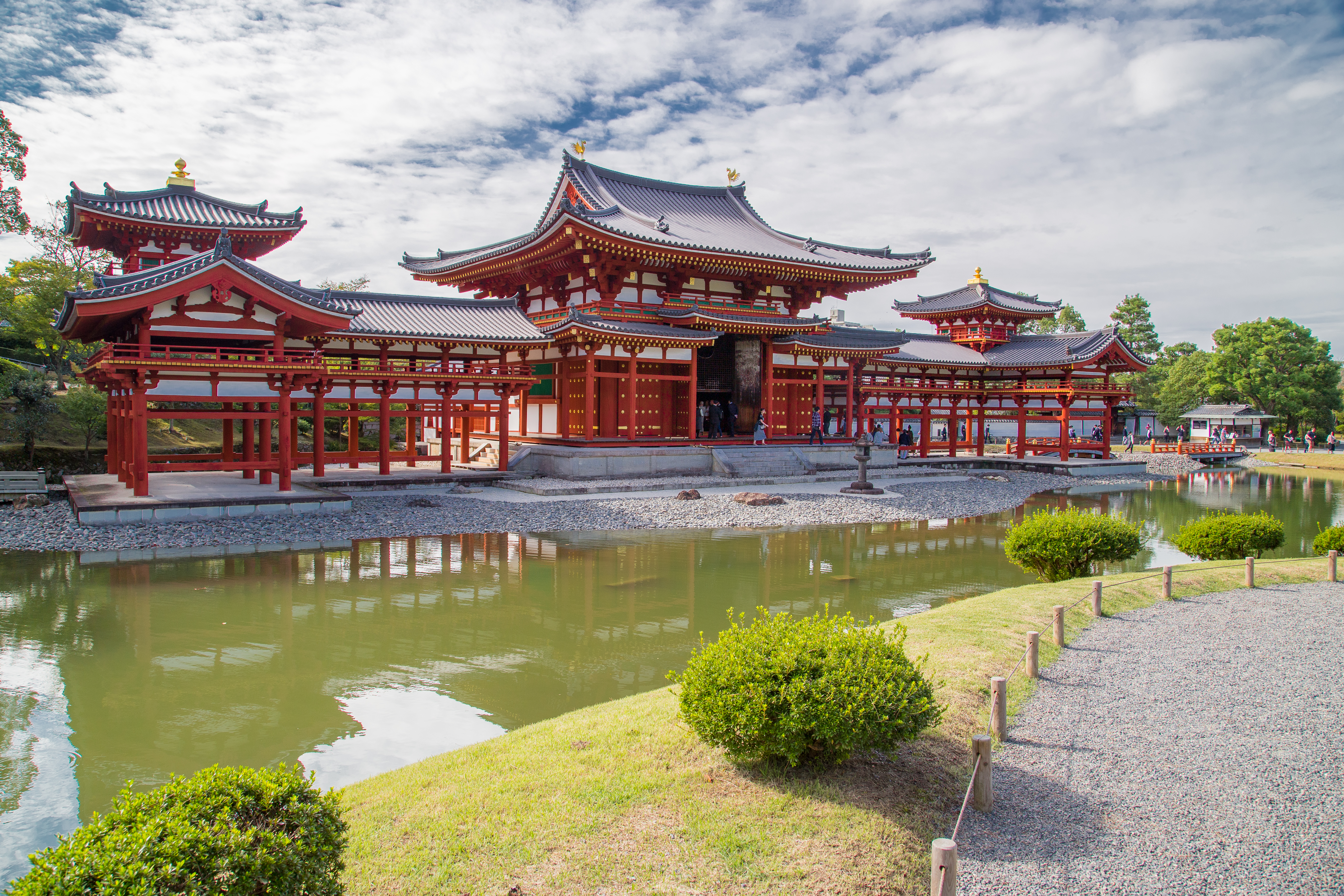
La salle du phénix du Byōdō-in.
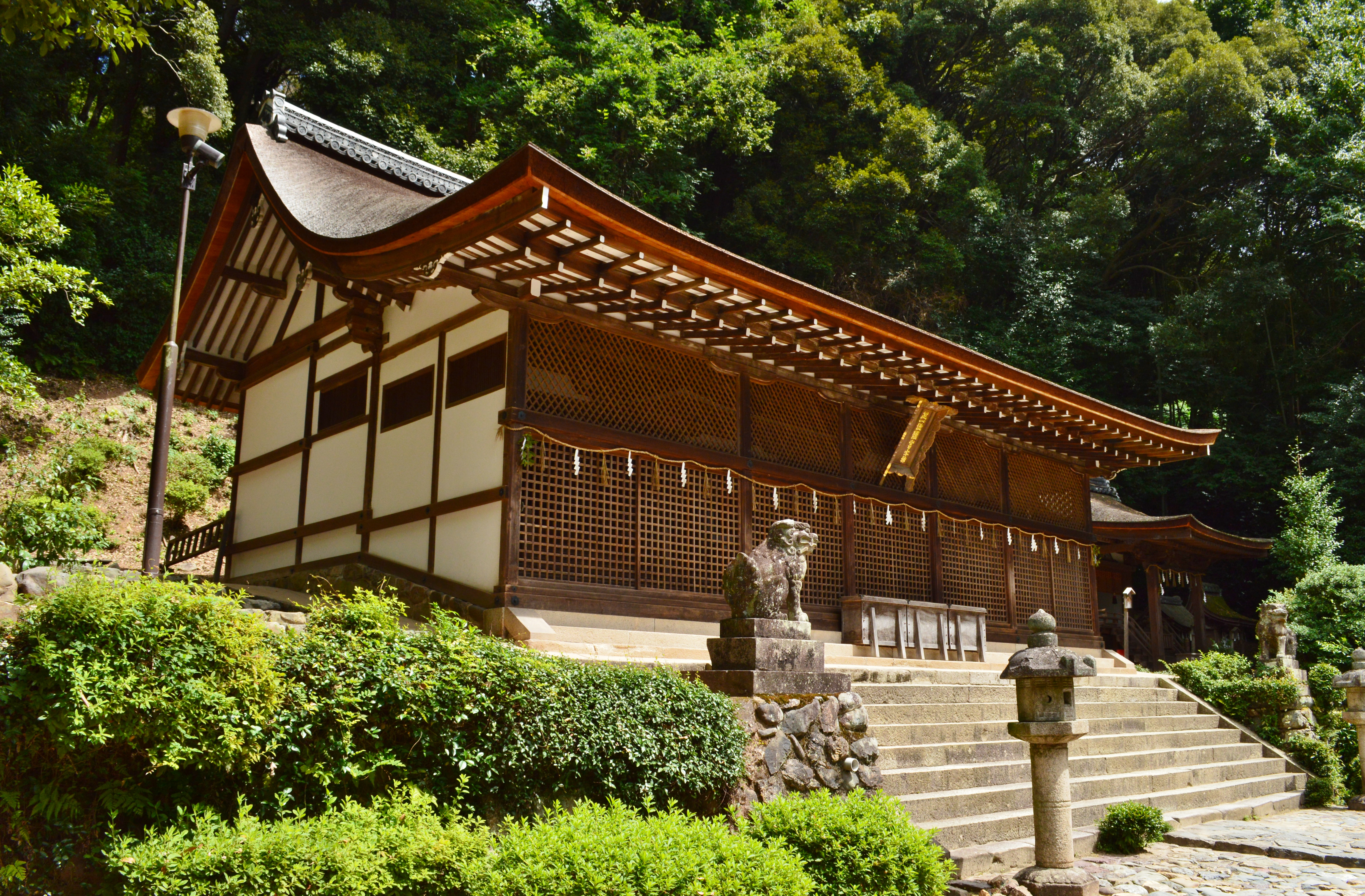
Le sanctuaire Ujigami.
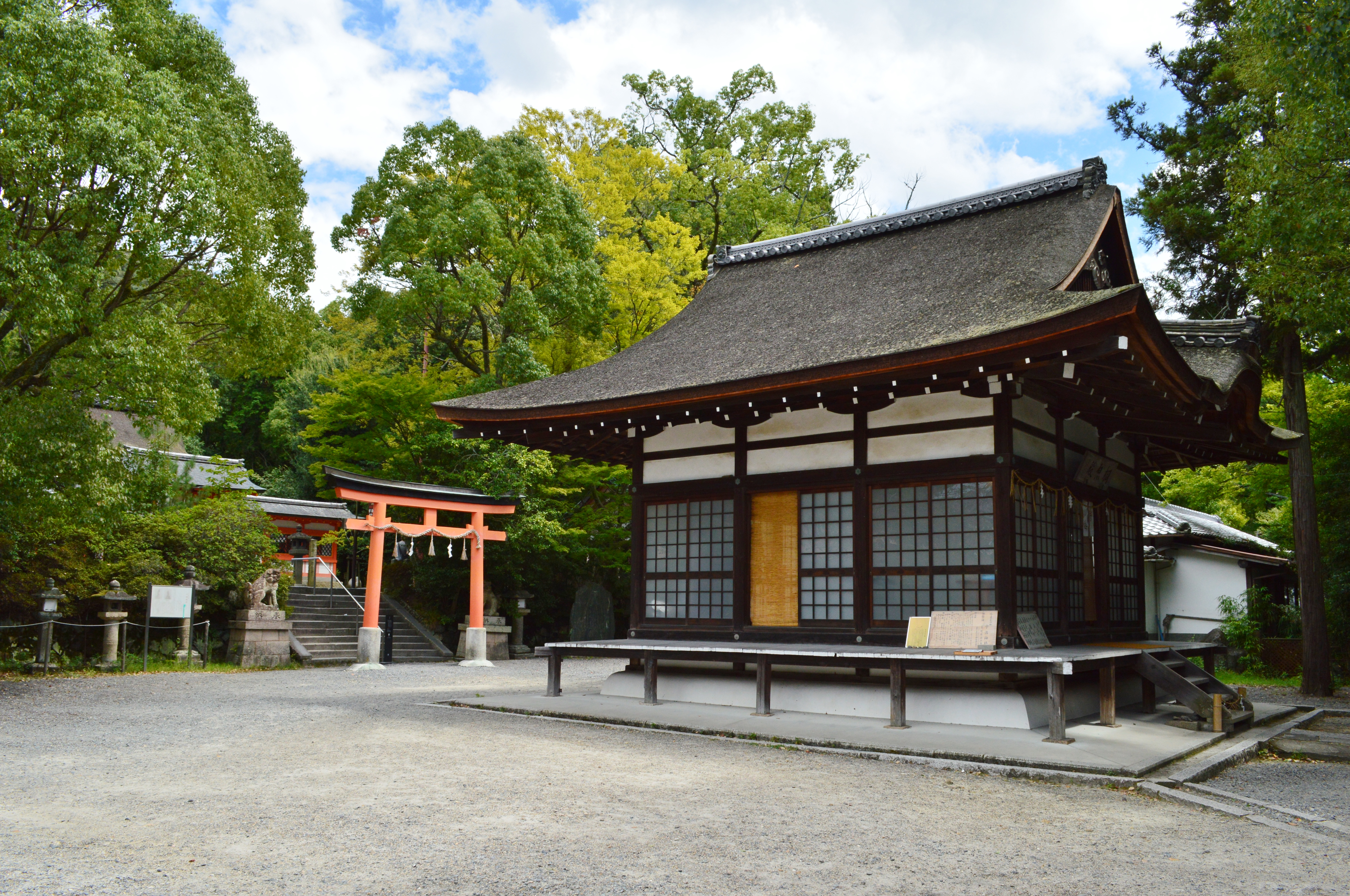
Le Uji-jinja.
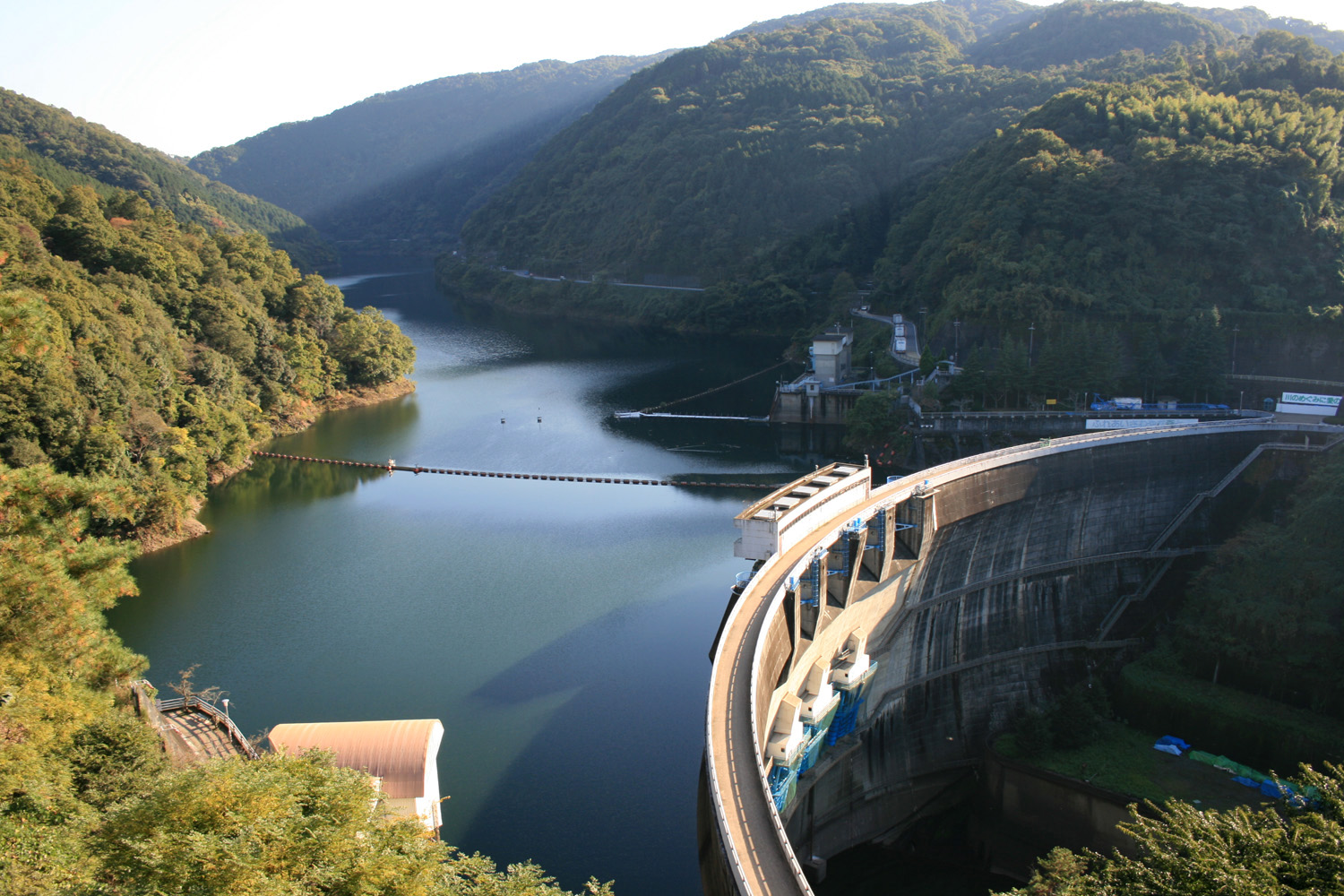
Le barrage d'Amagase.

### Littérature
Une partie du Dit du Genji se déroule à Uji. Un musée consacré à l’œuvre est situé dans la ville.

### Gastronomie
Uji est renommée pour son thé vert (sencha, matcha, gyokuro), particulièrement au village de Wazuka.

### Médias
Kyoto Animation a son siège, sa boutique et un de ses studios à Uji. L'intrigue de sa série Sound! Euphonium se déroulant également dans la ville.

## Transports
La ville d'Uji est desservie par les lignes Nara (JR West), Kyoto (Kintetsu) et Uji (Keihan).
Voir : Gare d'Uji

## Personnalités liées à la municipalité
- Akiko Akazome (née en 1974), romancière
- Makoto Kakuda (né en 1983), footballeur

## Jumelages
Uji est jumelée avec trois municipalités étrangères :
- Nuwara Eliya (Sri Lanka)
- Xianyang (Chine)
- Kamloops (Canada)

## Symboles municipaux
La bannière d'Uji est composée d'une forme stylisée du premier sinogramme « 宇 » du nom de la ville. Depuis mars 1981, l'érable palmé est l'arbre symbole d'Uji, le théier son « arbre trésor », la fleur jaune à cinq pétales de la corète du Japon sa fleur symbole et, depuis mars 1990, le martin-pêcheur est son oiseau symbole,.